# Liste des sénateurs de l'Ardèche
Cette page présente la liste des sénateurs du département français de l'Ardèche.

## Sénateurs de l'Ardèchesous laIIIeRépublique
- Joachim Rampon de 1876 à 1883
- Adrien Tailhand de 1876 à 1885
- Arthur Chalamet de 1883 à 1895
- Victor Pradal de 1885 à 1910
- Oscar Soubeyran de Saint-Prix de 1892 à 1903
- Édouard Fougeirol de 1896 à 1912
- François Boissy d'Anglas de 1903 à 1912
- Placide Astier de 1910 à 1918
- Georges Murat de 1912 à 1918
- Auguste Vincent de 1912 à 1915
- Henri Chalamet de 1920 à 1930
- Isidore Cuminal de 1920 à 1938
- Édouard Roche de 1920 à 1930
- Jules Duclaux-Monteil de 1930 à 1939
- Henri de Pavin de Lafarge de 1930 à 1945
- Marcel Astier de 1939 à 1945
- Pierre Lautier de 1939 à 1945

## Sénateurs de l'Ardèche sous laIVeRépublique
- Marcel Molle de 1946 à 1959
- Édouard Sauvertin de 1946 à 1948
- Franck Chante de 1948 à 1955
- Alphonse Thibon de 1955 à 1959

## Sénateurs de l'Ardèche sous laVeRépublique
- Marcel Molle de 1959 à 1971
- Paul Ribeyre de 1959 à 1980
- Pierre Jourdan de 1971 à 1980
- Bernard Hugo de 1980 à 1998
- Henri Torre de 1980 à 2008
- Michel Teston de 1998 à 2014
- Yves Chastan de 2008 à 2014
- Jacques Genest de 2014 à 2020
- Catherine André 2020
- Mathieu Darnaud depuis 2014
- Anne Ventalon depuis 2020